# Меркуша
Меркуша (рум. Mărcușa) — село у повіті Ковасна в Румунії. Входить до складу комуни Каталіна.
Село розташоване на відстані 164 км на північ від Бухареста, 21 км на схід від Сфинту-Георге, 45 км на північний схід від Брашова.

## Населення
За даними перепису населення 2002 року у селі проживали 653 особи, з них 649 осіб (99,4%) угорців. Рідною мовою 649 осіб (99,4%) назвали угорську.